# Sites touristiques de Londres
Les principaux sites touristiques de Londres sont :
- Abbaye de Westminster
- Battersea Power Station
- Big Ben
- British Museum
- Canary Wharf
- Cathédrale Saint-Paul de Londres
- Cutty Sark
- Dôme du millénaire
- Hyde Park
- London Eye
- London Dungeon
- Musée d'histoire naturelle de Londres
- Madame Tussauds
- National Gallery
- Observatoire royal de Greenwich
- Oxford Street
- Palais de Buckingham
- Palais de Westminster
- Piccadilly Circus
- Science Museum de Londres
- Tate Modern
- Tour de Londres
- Tower Bridge
- Trafalgar Square
- Victoria and Albert Museum
- Westminster Bridge
- Zoo de Londres
- Studio Harry Potter
- Lego Land